# Hapalochlaena
Genre
Hapalochlaena est un genre de mollusques de la classe des céphalopodes et de l'ordre des octopodes (pieuvres).

## Description et caractéristiques
Les pieuvres à anneaux bleus, vivant dans le bassin Indopacifique tropical, mesurent une dizaine de centimètres.
Elles sont de couleur généralement claire (beige, brunes...) mais très variable, y compris selon les intentions de l'animal. Quand elles se sentent stressées, elles font apparaître des anneaux bleus très visibles et bien caractéristiques sur leur épiderme. 
Ce sont les pieuvres les plus dangereuses : leur morsure est extrêmement venimeuse et peut tuer en quelques minutes.

## Liste des espèces
Ce genre comprend les espèces suivantes de pieuvres à anneaux bleus :
- Hapalochlaena fasciata (Hoyle, 1886)
- Hapalochlaena lunulata (Quoy et Gaimard, 1832)
- Hapalochlaena maculosa (Hoyle, 1883)  -  petite pieuvre à anneaux bleus
- Hapalochlaena nierstraszi (Adam, 1938)

## Galerie

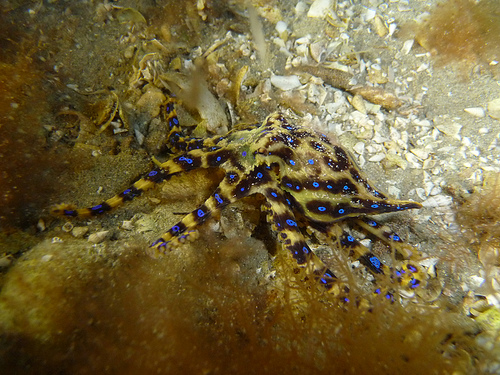
Hapalochlaena maculosa
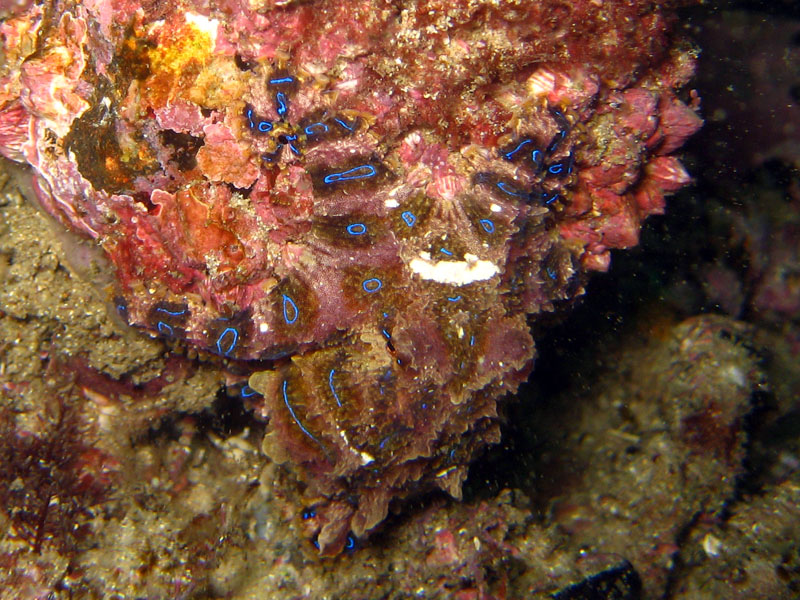
Hapalochlaena lunulata